# Dora Doll
Dora Doll, pseudoniem van Dorothea Hermina Feinberg, (Berlijn, 19 mei 1922 – Saint-Gilles, 15 november 2015) was een Franse actrice.

## Leven en werk

### Afkomst en opleiding
Dora Doll werd geboren in Berlijn in 1922. Ze was van Russische afkomst. Twee jaar later verhuisde haar familie naar Frankrijk. Ze voelde zich al op vroege leeftijd tot het theater aangetrokken. Ze kon haar ouders overtuigen om toneellessen te volgen aan het Parijse Conservatoire national supérieur d'art dramatique bij Louis Jouvet.  

### Eerste stappen in de filmwereld
Als conservatoriumleerling deed Doll vanaf 1938 al wat figuratiewerk voor onder meer Marcel Carné (Hôtel du Nord, 1938), Abel Gance en Marc Allégret. Geleidelijk mocht ze bescheiden tweedeplansrollen vertolken waarvoor ze al dan niet werd gecrediteerd. In 1947 werd ze voor het eerst opgemerkt als het vriendinnetje van een boef in de misdaadfilm Quai des Orfèvres van Henri-Georges Clouzot die haar het jaar daarop een nieuwe rol gaf in Manon, een drama over een onmogelijke liefde dat de kassa stevig deed rinkelen.

### Jaren vijftig, haar topperiode
Doll had het met haar bijrollen in vijftig films razend druk in dit decennium. Vooral het midden van de jaren vijftig was heel voorspoedig voor haar. In de gloriejaren 1954 en 1955 verscheen ze onder meer in zes films die allemaal behoorden tot de meest populaire van die tijd. Ze werden geregisseerd door gevestigde waarden zoals Jean Delannoy (Obsession en Chiens perdus sans collier), Jacques Becker (Touchez pas au grisbi), Jean Renoir (French Cancan), Sacha Guitry (Napoléon waarin haar toenmalige man Raymond Pellegrin de titelrol voor zijn rekening nam) en Christian-Jaque (Nana). In de misdaadfilm Touchez pas au grisbi was ze het vriendinnetje van zware jongen Jean Gabin; met hem was ze eveneens te zien in de tragikomische muziekfilm French Cancan, in het historisch drama Napoléon en in het drama Chiens perdus sans collier.
In die periode werd ze in haar bijrollen nogal dikwijls gecast als femme fatale in de hoedanigheid van prostituee, bordeelhoudster, stripper, danseres, cafébazin, serveerster of minnares. In andere films was ze altijd wel de zus, de vriendin of het lief van iemand. Sommige filmtitels logen er niet om: La Fille perdue, Les Impures, Mademoiselle Strip-tease, Miss Pigalle of Énigme aux Folies Bergère (de enige langspeelfilm van filmhistoricus Jean Mitry). 
Dolls Hollywoodcarrière omvatte slechts twee films: haar rol van hoer in het drama Un acte d'amour (1953) werd niet vermeld maar in 1958 mocht ze acteren naast Montgomery Clift et Marlon Brando in het Tweede Wereldoorlogsdrama The Young Lions (naar de gelijknamige debuutroman van Irwin Shaw), een commerciële voltreffer in Frankrijk.
In de komedie Archimède le clochard, een van de grote Franse kaskrakers van 1959, vertolkte ze de vrouw van de nieuwe cafébaas Bernard Blier met wie clochard en stamgast Jean Gabin af te rekenen krijgt. Datzelfde jaar deed regisseur Gilles Grangier opnieuw een beroep op haar voor de rol van Lino Ventura's vriendin in de misdaadfilm 125, rue Montmartre. 

### Latere carrière
De jaren zestig waren helemaal niet zo roemrijk. De enige vermeldenswaardige film van die periode was Mélodie en sous-sol (1963), de op een na populairste Franse film van dat jaar. In die misdaadfilm was ze voor de zesde en laatste keer aan de zijde van Gabin te zien, als valse Russische gravin.
In de jaren zeventig kreeg ze weer meer werk, telkens in kleine bijrollen. Zo verscheen ze in de Belmondokomedie L'Incorrigible (1975), in het Amerikaanse met Oscars genomineerde en bekroonde drama Julia (1977), in de tragikomedie Diabolo menthe (het regiedebuut van Diane Kurys) en in het Chabroldrama Violette Nozière, allemaal films die het goed deden bij het grote publiek. Ze maakte ook deel uit van de cast van de tragikomedies La Victoire en chantant (1976) en Coup de tête (1979), de eerste twee films van Jean-Jacques Annaud.
Vanaf de jaren tachtig namen haar filmrollen opnieuw in hoeveelheid af. Ze had een rolletje in het historisch drama La Nuit de Varennes (1982) dat de vlucht naar Varennes van Lodewijk XVI reconstrueerde. In de komedie Les Keufs (1987), de tweede regie van actrice Josiane Balasko, vertolkte ze de haar vertrouwde rol van hoerenmadam. In 1994 deed Chabrol een tweede keer een beroep op haar in zijn jaloersheidsdrama  L'Enfer.
In 2007 was ze voor het laatst op het witte doek te zien in de historische avonturenfilm Jacquou le Croquant.

### Toneel en televisie
Naast haar filmactiviteiten maakte Doll eveneens tijd voor haar toneelcarrière die een aanvang nam in 1947. Na 1973 verscheen ze nog maar zelden op het podium. Haar televisiecarrière strekte zich veel verder uit (van 1955 tot 2010) en verliep veel drukker. Ze speelde mee in een groot aantal televisiefilms. Op het einde van de 20e eeuw werd ze heel populair dankzij haar rol van de schoonmoeder van het vrouwelijk hoofdpersonage in de soapserie Cap des Pins (1998-2000).
Dora Doll overleed thuis op 93-jarige leeftijd in 2015. 

### Privéleven
Dora Doll was eerst gehuwd met de acteur Raymond Pellegrin. Samen hadden ze een dochter Danielle. Ze hertrouwde met de zanger François Deguelt. In de jaren vijftig heeft ze eveneens een relatie gehad met Jean Gabin. Ze leefde teruggetrokken in het zuiden van Frankrijk.

## Filmografie (selectie)
- 1938 - Entrée des artistes (Marc Allégret)
- 1938 - Hôtel du Nord (Marcel Carné)
- 1939 - Entente cordiale (Marcel L'Herbier)
- 1940 - Battement de cœur (Henri Decoin)
- 1941 - La Nuit de décembre (Curtis Bernhardt)
- 1945 - Untel père et fils (Julien Duvivier)
- 1946 - La Foire aux chimères (Pierre Chenal)
- 1947 - Inspecteur Sergil (Jacques Daroy)
- 1947 - Quai des Orfèvres (Henri-Georges Clouzot)
- 1949 - Manon (Henri-Georges Clouzot)
- 1950 - Rendez-vous avec la chance (Emile-Edwin Reinert)
- 1951 - Sous le ciel de Paris (Julien Duvivier)
- 1951 - La Rose rouge (Marcello Pagliero)
- 1951 - La Passante (Henri Calef)
- 1951 - Le Garçon sauvage (Jean Delannoy)
- 1953 - Maternité clandestine (Jean Gourguet)
- 1953 - L'Envers du paradis (Edmond T. Gréville)
- 1953 - Un acte d'amour (Anatole Litvak) (niet-gecrediteerd)
- 1954 - La Fille perdue (Jean Gourguet)
- 1954 - Destinées (sketchenfilm, episode Jeanne van Jean Delannoy)
- 1954 - Obsession (Jean Delannoy)
- 1954 - Touchez pas au grisbi (Jacques Becker)
- 1954 - Napoléon (Sacha Guitry)
- 1954 - Les Impures (Pierre Chevalier)
- 1954 - French Cancan (Jean Renoir)
- 1955 - Nana (Christian-Jaque)
- 1955 - Chiens perdus sans collier (Jean Delannoy)
- 1955 - Le Crâneur (Dimitri Kirsanoff)
- 1955 - Sophie et le Crime (Pierre Gaspard-Huit)
- 1955 - Gueule d'ange (Marcel Blistène)
- 1955 - Pas de pitié pour les caves (Henry Lepage)
- 1956 - Soupçons (Pierre Billon)
- 1956 - Fernand Cow-boy (Guy Lefranc)
- 1956 - Elena et les Hommes (Jean Renoir)
- 1956 - Calle Mayor (Juan Antonio Bardem)
- 1957 - L'amour descend du ciel (Maurice Cam)
- 1957 - Mademoiselle Strip-tease (Pierre Foucaud)
- 1958 - Miss Pigalle (Maurice Cam)
- 1958 - The Young Lions (Edward Dmytryk)
- 1958 - Énigme aux Folies Bergère (Jean Mitry)
- 1959 - Archimède le clochard (Gilles Grangier)
- 1959 - Un témoin dans la ville (Edouard Molinaro)
- 1959 - 125, rue Montmartre (Gilles Grangier)
- 1961 - Cocagne (Maurice Cloche)
- 1963 - Mélodie en sous-sol (Henri Verneuil)
- 1964 - Une souris chez les hommes (Jacques Poitrenaud)
- 1965 - Pas de caviar pour tante Olga (Jean Becker)
- 1970 - La Liberté en croupe (Edouard Molinaro)
- 1974 - La Main à couper (Étienne Périer)
- 1975 - Catherine et compagnie (Michel Boisrond)
- 1975 - L'Incorrigible (Philippe de Broca)
- 1976 - Calmos (Bertrand Blier)
- 1976 - Comme un boomerang (José Giovanni)
- 1976 - La Victoire en chantant (Noir et blanc en couleur) (Jean-Jacques Annaud)
- 1977 - Julia (Fred Zinnemann)
- 1977 - Diabolo menthe (Diane Kurys)
- 1978 - Violette Nozière (Claude Chabrol)
- 1979 - Coup de tête (Jean-Jacques Annaud)
- 1979 - Grandison (Achim Kurz)
- 1982 - La Nuit de Varennes (Ettore Scola)
- 1984 - Ave Maria (Jacques Richard)
- 1987 - Les Keufs (Josiane Balasko)
- 1987 - Les Deux Crocodiles (Joël Séria)
- 1988 - Encore (Once more) (Paul Vecchiali)
- 1990 - Conte barbare (Pierre Schumacher) (korte film)
- 1992 - Le Mari de Léon (Jean-Pierre Mocky)
- 1992 - Pas d'amour sans amour (Evelyne Dress)
- 1992 - Morasseix (Damien Odoul)
- 1994 - L'Enfer (Claude Chabrol)
- 2000 - Là-bas, mon pays (Alexandre Arcady)
- 2006 - Comme t'y es belle ! (Lisa Azuelos)
- 2007 - Jacquou le Croquant (Laurent Boutonnat)

- Biblioteca Nacional de España: XX1492368
- Bibliothèque nationale de France: cb139394977 (data)
- Gemeinsame Normdatei: 143752103
- International Standard Name Identifier: 0000 0001 2135 8974
- Library of Congress Control Number: no2002057161
- Système universitaire de documentation: 070521557
- Virtual International Authority File: 61735992
- WorldCat: E39PBJdMdmqQF4JjBTX3dY7mBP